# Popstars: Todo por un sueño
Popstars: Todo por un sueño fue un programa de televisión en el género de concurso de talentos producido en España por Videomedia y emitido por Telecinco desde el 10 de julio hasta el 3 de octubre de 2002. Basado en el programa internacional Popstars, estaba presentado por Jesús Vázquez y copresentado por Elia Galera, que también conducía los resúmenes diarios del programa. La dirección del evento estaba a cargo de Hugo Stuven. Solo llegó a tener una única temporada ante la relativa baja audiencia que el concurso logró obtener (20,1% y 2,3 millones de espectadores de media).
El jurado estaba compuesto por la cantante estadounidense Michele McCain, afincada habitualmente en España; Lucas Holten, directivo de la rama española de Warner Music; y Jorge Flores, polifacético dj conocido como Dr. Flo.
Popstars: Todo por un sueño tenía el cometido de acabar de formar en su Taller de Música como artistas a las concursantes para así poder esquivar las nominaciones de expulsión a las que estaban expuestas semanalmente ante el jurado. A las cinco ganadoras finales se les daría la posibilidad de integrar un grupo femenino para grabar un álbum y dar los pertinentes conciertos musicales. Después del concurso, el quinteto femenino ganador fue presentado con el nombre artístico de Bellepop en una gala celebrada el 19 de octubre de 2002.

## Concursantes
| Nº                                 | Concursante (país de origen) | Año de nacimiento | Ciudad de residencia   |
| 1                                  | Carmen Miriam (ESP)          | 1982              | Ceuta                  |
| 2                                  | Elisabeth Jordán (ESP)       | 1983              | Cartagena              |
| 3                                  | Norma Álvarez (ESP)          | 1982              | Valencia               |
| 4                                  | Marta Mansilla (ESP)         | 1981              | Córdoba                |
| 5                                  | Davinia Arquero (ESP)        | 1982              | Motril                 |
| 6                                  | Mara Barros (ESP)            | 1980              | Huelva                 |
| 7                                  | Nora Gironés (ESP)           | 1980              | Madrid                 |
| 8                                  | Roser Murillo (ESP)          | 1979              | Barcelona              |
| 9                                  | Beatriz Viosques (ESP)       | 1978              | Madrid                 |
| 10                                 | Lis Teuntor (CUB)            | 1972              | La Coruña              |
| 11                                 | Montse Fernández (ESP)       | 1975              | La Coruña              |
| 12                                 | Olga Portillo (ESP)          | 1980              | Sevilla                |
| 13                                 | Evelyn Ayala (CHL)           | 1976              | Zaragoza               |
| 14                                 | Kelly María (ESP)            | 1984              | Denia                  |
| 15                                 | Noemí Gallego (ESP)          | 1982              | Mérida                 |
| 16                                 | Sumera Espinel (PBA)         | 1984              | Madrid                 |
| 17                                 | Tenesoya Sotelo (ESP)        | 1983              | Bilbao                 |
| 18                                 | Almudena Labrea (ESP)        | 1982              | Sevilla                |
| 19                                 | Graciela Peña (ESP)          | 1981              | Málaga                 |
| 20                                 | Nalaya Rodríguez (ESP)       | 1983              | Santa Cruz de Tenerife |
| Aspirantes eliminadas en la gala 0 |                              |                   |                        |
| 21                                 | Miriam                       |                   | Gijón                  |
| 22                                 | Vanesa                       |                   |                        |
| 23                                 | Emma Rosa Posada             |                   | León                   |
| 24                                 | Nieves                       |                   | Elche                  |
| 25                                 | Ana Belén                    |                   | Vigo                   |
| 26                                 | Nancy                        |                   | Valencia               |
| 27                                 | María                        |                   | Valencia               |
| 28                                 | Sherezade                    |                   | Málaga                 |
| 29                                 | Patricia                     |                   |                        |
| 30                                 | Mercedes Durán               |                   | Cádiz                  |

## Tabla resumen de nominaciones y expulsiones
| Concursantes  | Gala 0             | Gala 1              | Gala 2                      | Gala 3              | Gala 4                        | Gala 5                                                  | Gala 6              | Gala 7    | Gala 8    | Gala 9                                                                        | Gala 10           | Gala 11    | Gala final            |
| ------------- | ------------------ | ------------------- | --------------------------- | ------------------- | ----------------------------- | ------------------------------------------------------- | ------------------- | --------- | --------- | ----------------------------------------------------------------------------- | ----------------- | ---------- | --------------------- |
| Carmen M.     | Entra              | Salvada             | Salvada                     | Nominada            | Salvada                       | Nominada                                                | No hubo nominación  | Salvada   | Salvada   | Nominada                                                                      | Expulsada         | Repescadaº | 1ª ganadora           |
| Elisabeth     | Entra              | Salvada             | Salvada                     | Salvada             | Salvada                       | Salvada                                                 | No hubo nominación  | Salvada   | Salvada   | Salvada                                                                       | Salvada           | Finalista  | 2ª ganadora           |
| Norma         | Entra              | Nominada            | Salvada                     | Nominada            | Salvada                       | Salvada                                                 | No hubo nominación  | Salvada   | Salvada   | Salvada                                                                       | Salvada           | Finalista  | 3ª ganadora           |
| Marta         | Entra              | Salvada             | Salvada                     | Salvada             | Salvada                       | Salvada                                                 | No hubo nominación  | Salvada   | Salvada   | Salvada                                                                       | Salvada           | Finalista  | 4ª ganadora           |
| Davinia       | Entra              | Salvada             | Salvada                     | Salvada             | Nominada                      | Salvada                                                 | No hubo nominación  | Salvada   | Salvada   | Salvada                                                                       | Salvada           | Finalista  | 5ª ganadora           |
| Mara          | Entra              | Nominada            | Salvada                     | Salvada             | Salvada                       | Salvada                                                 | No hubo nominación  | Salvada   | Salvada   | Salvada                                                                       | Salvada           | Finalista  | 1ª finalista          |
| Nora          | Entra              | Salvada             | Salvada                     | Salvada             | Salvada                       | Salvada                                                 | No hubo nominación  | Nominada  | Salvada   | Salvada                                                                       | Nominada          | Finalista  | 2ª finalista          |
| Roser         | Entra              | Salvada             | Salvada                     | Salvada             | Salvada                       | Salvada                                                 | No hubo nominación  | Salvada   | Nominada  | Nominada                                                                      | Nominada          | Expulsada  |                       |
| Beatriz       | Entra              | Salvada             | Salvada                     | Salvada             | Salvada                       | Nominada                                                | No hubo nominación  | Salvada   | Nominada  | Expulsada                                                                     |                   |            |                       |
| Lis           | Entra              | Salvada             | Salvada                     | Salvada             | Nominada                      | Salvada                                                 | No hubo nominación  | Nominada  | Expulsada |                                                                               |                   |            |                       |
| Montse        | Entra              | Salvada             | Salvada                     | Salvada             | Salvada                       | Nominada                                                | Expulsada           |           |           |                                                                               |                   |            |                       |
| Olga          | Entra              | Salvada             | Nominada                    | Salvada             | Salvada                       | Nominada                                                | Expulsada           |           |           |                                                                               |                   |            |                       |
| Evelyn        | Entra              | Salvada             | Nominada                    | Salvada             | Nominada                      | Expulsada                                               |                     |           |           |                                                                               |                   |            |                       |
| Kelly         | Entra              | Salvada             | Salvada                     | Salvada             | Nominada                      | Expulsada                                               |                     |           |           |                                                                               |                   |            |                       |
| Noemí         | Entra              | Salvada             | Salvada                     | Nominada            | Expulsada                     |                                                         |                     |           |           |                                                                               |                   |            |                       |
| Sumera        | Entra              | Salvada             | Salvada                     | Nominada            | Expulsada                     |                                                         |                     |           |           |                                                                               |                   |            |                       |
| Tenesoya      | Entra              | Salvada             | Nominada                    | Expulsada           |                               |                                                         |                     |           |           |                                                                               |                   |            |                       |
| Almudena      | Entra              | Nominada            | Expulsada                   |                     |                               |                                                         |                     |           |           |                                                                               |                   |            |                       |
| Graciela      | Entra              | Nominada            | Expulsada                   |                     |                               |                                                         |                     |           |           |                                                                               |                   |            |                       |
| Nalaya        | Entra              | Salvada             | Ab. forz.*                  |                     |                               |                                                         |                     |           |           |                                                                               |                   |            |                       |
| Miriam        | Eliminada          |                     |                             |                     |                               |                                                         |                     |           |           |                                                                               |                   |            |                       |
| Vanesa        | Eliminada          |                     |                             |                     |                               |                                                         |                     |           |           |                                                                               |                   |            |                       |
| Emma Rosa     | Eliminada          |                     |                             |                     |                               |                                                         |                     |           |           |                                                                               |                   |            |                       |
| Nieves        | Eliminada          |                     |                             |                     |                               |                                                         |                     |           |           |                                                                               |                   |            |                       |
| Ana Belén     | Eliminada          |                     |                             |                     |                               |                                                         |                     |           |           |                                                                               |                   |            |                       |
| Nancy         | Eliminada          |                     |                             |                     |                               |                                                         |                     |           |           |                                                                               |                   |            |                       |
| María         | Eliminada          |                     |                             |                     |                               |                                                         |                     |           |           |                                                                               |                   |            |                       |
| Sherezade     | Eliminada          |                     |                             |                     |                               |                                                         |                     |           |           |                                                                               |                   |            |                       |
| Patricia      | Eliminada          |                     |                             |                     |                               |                                                         |                     |           |           |                                                                               |                   |            |                       |
| Mercedes D.   | Eliminada          |                     |                             |                     |                               |                                                         |                     |           |           |                                                                               |                   |            |                       |
| Eliminadas    |                    |                     | Graciela 11% Almudena 21%   | Tenesoya 28%        | Sumera 15% Noemí 23%          | Kelly 21% Evelyn 22% (por tres votos menos que Davinia) | Olga 15% Montse 22% |           | Lis 27%   | Beatriz 34%                                                                   | Carmen Miriam 48% | Roser 41%  | Nora 7,96% Mara 8,55% |
| No eliminadas | Norma 26% Mara 42% | Evelyn 34% Olga 38% | Carmen Miriam 29% Norma 33% | Davinia 22% Lis 35% | Beatriz 27% Carmen Miriam 36% | Nora 73%                                                | Roser 66%           | Roser 52% | Nora 59%  | Davinia 9,22% Marta 10,44% Norma 10,45% Elisabeth 13,32% Carmen Miriam 40,06% |                   |            |                       |

- Los porcentajes eran para apoyar y no para expulsar.

- En la recta final se reducían las expulsiones a una, y las nominadas no eran cuatro sino tres, de las cuales una era salvada por sus excompañeras del concurso quedando tan sólo dos.

- Las cinco ganadoras formaron el grupo Bellepop.

* Nayala tuvo que abandonar obligada por la organización del programa ya que se había saltado las normas. La semana en la que se fue, estaba nominada junto a Tenesoya, Olga y Evelyn.
º En la semifinal se hizo una repesca para una de las cuatro últimas expulsadas (Lis, Beatriz, Carmen Miriam y Roser). Las otras finalistas que aun permanecían en el programa decidieron que la repescada fuera Roser, pero ésta rechazó la plaza y se la cedió a Carmen Miriam quien pasó directamente a la final con las otras seis chicas.

## Gala 0
Celebrada el miércoles 10 de julio de 2002.
Canciones interpretadas en la gala:
| Concursante              | Canción (Artista original o versionado)     |
| ------------------------ | ------------------------------------------- |
| Las treinta concursantes | «Todo por un sueño» (sintonía del programa) |
| Las veinte finalistas    | «Y yo sigo aquí» (Paulina Rubio)            |

Actuaciones especiales:
| Artista                           | Canción                 |
| --------------------------------- | ----------------------- |
| Paulina Rubio                     | «Si tú te vas»          |
| Lollipop *                        | «Down, Down, Down»      |
| Michele McCain y las concursantes | «I Say a Little Prayer» |

(*) = Quinteto femenino resultante de la versión italiana de Popstars.
Eliminaciones:
| Eliminadas     |
| -------------- |
| Miriam         |
| Vanesa         |
| Emma Rosa      |
| Nieves         |
| Ana Belén      |
| Nancy          |
| María          |
| Sherezade      |
| Patricia       |
| Mercedes Durán |

## Gala 1
Celebrada el jueves 18 de julio de 2002. Las nominadas dadas a conocer por el jurado el domingo 14 de julio eran:
| Nominadas |
| --------- |
| Almudena  |
| Graciela  |
| Norma     |
| Mara      |

Canciones interpretadas en la gala:
| Concursante                                            | Canción (Artista original o versionado)          |
| ------------------------------------------------------ | ------------------------------------------------ |
| Mara                                                   | «Yo no te pido la luna» (Fiordaliso)             |
| Norma                                                  | «Déjame» (Los Secretos)                          |
| Almudena                                               | «Se fue» (Laura Pausini)                         |
| Graciela                                               | «Desesperada» (Marta Sánchez)                    |
| Kelly, Beatriz, Elisabeth, Nora, Montse, Carmen Miriam | «Mamma mia» (ABBA)                               |
| Evelyn, Lis, Tenesoya, Noemí, Sumera                   | «Corazón salvaje» (Marcela Morelo)               |
| Nalaya, Olga, Marta, Roser, Davinia                    | «It's in His Kiss (The Shoop Shoop Song)» (Cher) |

Visitas especiales:
En esta gala se mostró cómo las componentes del grupo estadounidense Miami Sound Machine visitaron durante una jornada a las concursantes del programa en el Taller de Música.

## Gala 2
Celebrada el jueves 25 de julio de 2002. Las nominadas dadas a conocer por el jurado el domingo 21 de julio eran:
| Nominadas                                                                      |
| ------------------------------------------------------------------------------ |
| Olga                                                                           |
| Tenesoya                                                                       |
| Evelyn                                                                         |
| Nalaya (expulsada días antes de la gala por infringir las normas del concurso) |

Canciones interpretadas en la gala:
| Concursante                                                               | Canción (Artista original o versionado)          |
| ------------------------------------------------------------------------- | ------------------------------------------------ |
| Evelyn                                                                    | «Maquillaje» (Mecano)                            |
| Olga                                                                      | «Por debajo de la mesa» (Luis Miguel)            |
| Tenesoya                                                                  | «La playa» (La Oreja de Van Gogh)                |
| Almudena, Mara, Graciela, Norma (integrantes nominadas de la pasada gala) | «¡Chas! y aparezco a tu lado» (Álex & Christina) |
| Beatriz, Sumera, Davinia, Montse, Roser, Carmen Miriam                    | «Barbie Girl» (Aqua)                             |
| Marta, Lis, Elisabeth, Kelly, Noemí, Nora                                 | «Genio atrapado» (Christina Aguilera)            |

Actuaciones especiales:
| Cantante      | Canción  |
| ------------- | -------- |
| Marta Sánchez | «Soy yo» |

Expulsiones:
| Valoraciones               |
| -------------------------- |
| Mara (42%) > Salvada       |
| Norma (26%) > Salvada      |
| Almudena (21%) > Expulsada |
| Graciela (11%) > Expulsada |

## Gala 3
Celebrada el jueves 1 de agosto de 2002. Las nominadas dadas a conocer por el jurado el domingo 28 de julio eran:
| Nominadas     |
| ------------- |
| Norma         |
| Sumera        |
| Carmen Miriam |
| Noemí         |

Canciones interpretadas en la gala:
| Concursante                                                      | Canción (Artista original o versionado)                                           |
| ---------------------------------------------------------------- | --------------------------------------------------------------------------------- |
| Norma                                                            | «Baby, te quiero a ti» (Big Mountain)                                             |
| Sumera                                                           | «Solo tú» (Matia Bazar)                                                           |
| Carmen Miriam                                                    | «Ya no quiero lo que tú me das» («Gonna Get Along Without You Now») (Viola Wills) |
| Noemí                                                            | «Con su blanca palidez» («A Whiter Shade of Pale») (Procol Harum)                 |
| Olga, Tenesoya, Evelyn (integrantes nominadas de la pasada gala) | «Bailando» (Alaska y los Pegamoides)                                              |
| Davinia, Lis, Beatriz, Montse, Elisabeth                         | «All That She Wants» (Ace of Base)                                                |
| Roser, Nora, Marta, Mara, Kelly                                  | «Livin' la vida loca» (Ricky Martin)                                              |

Actuaciones especiales:
| Cantante | Canción    |
| -------- | ---------- |
| Lucrecia | «Mi gente» |

Expulsiones:
| Valoraciones               |
| -------------------------- |
| Olga (38%) > Salvada       |
| Evelyn (34%) > Salvada     |
| Tenesoya (28%) > Expulsada |

## Gala 4
Celebrada el jueves 8 de agosto de 2002. Las nominadas dadas a conocer por el jurado el domingo 4 de agosto eran:
| Nominadas |
| --------- |
| Lis       |
| Davinia   |
| Evelyn    |
| Kelly     |

Canciones interpretadas en la gala:
| Concursante                                                                   | Canción (Artista original o versionado)           |
| ----------------------------------------------------------------------------- | ------------------------------------------------- |
| Davinia                                                                       | «Derroche» (Ana Belén)                            |
| Kelly                                                                         | «Believe» (Cher)                                  |
| Evelyn                                                                        | «Sin ti no soy nada » (Amaral)                    |
| Lis                                                                           | «Ven conmigo (Solamente tú)» (Christina Aguilera) |
| Noemí, Norma, Carmen Miriam, Sumera (integrantes nominadas de la pasada gala) | «Venus» (Shocking Blue)                           |
| Nora, Beatriz, Mara, Elisabeth                                                | «¡Dame! ¡Dame! ¡Dame!» (ABBA)                     |
| Roser, Marta, Montse, Olga                                                    | «Can't Fight the Moonlight» (LeAnn Rimes)         |
| Elisabeth, Marta                                                              | «Like a Prayer» (Madonna)                         |

Actuaciones especiales:
Álex Ubago visitó el programa para interpretar una canción de su primer álbum, ¿Qué pides tú? (2001), además de comentar cómo habían sido sus inicios en el mundo de la canción.
Expulsiones:
| Valoraciones                  |
| ----------------------------- |
| Norma (33%) > Salvada         |
| Carmen Miriam (29%) > Salvada |
| Noemí (23%) > Expulsada       |
| Sumera (15%) > Expulsada      |

## Gala 5
Celebrada el jueves 15 de agosto de 2002. Las nominadas dadas a conocer por el jurado el domingo 11 de agosto eran:
| Nominadas     |
| ------------- |
| Olga          |
| Montse        |
| Carmen Miriam |
| Beatriz       |

Canciones interpretadas en la gala:
| Concursante                                                           | Canción (Artista original o versionado)                                         |
| --------------------------------------------------------------------- | ------------------------------------------------------------------------------- |
| Carmen Miriam                                                         | «Fiebre» («Fever») (Peggy Lee)                                                  |
| Beatriz                                                               | «Get the Party Started» (Pink)                                                  |
| Montse                                                                | «La Isla Bonita» (Madonna)                                                      |
| Olga                                                                  | «No puedo decirte adiós» («Never Can Say Goodbye») (The Communards)             |
| Evelyn, Kelly, Lis, Davinia (integrantes nominadas de la pasada gala) | «Noches de verano» («Summer Nights») (Olivia Newton-John y elenco en Grease)    |
| Marta, Norma                                                          | «Let's Get Loud» (Jennifer Lopez)                                               |
| Nora, Elisabeth                                                       | «Sellado con un beso» («Sealed with a Kiss») (Jason Donovan)                    |
| Roser, Mara                                                           | «No puedo quitar mis ojos de ti» («Can't Take My Eyes Off You») (Gloria Gaynor) |

Expulsiones:
| Valoraciones                                                   |
| -------------------------------------------------------------- |
| Lis (35%) > Salvada                                            |
| Davinia (22%) (Davinia tuvo tres SMS más que Evelyn) > Salvada |
| Evelyn (22%) > Expulsada                                       |
| Kelly (21%) > Expulsada                                        |

## Gala 6
Celebrada el jueves 22 de agosto de 2002.
Canciones interpretadas en la gala:
| Concursante                                                                    | Canción (Artista original o versionado)        |
| ------------------------------------------------------------------------------ | ---------------------------------------------- |
| Montse, Beatriz, Carmen Miriam, Olga (integrantes nominadas de la pasada gala) | «A quién le importa» (Alaska y Dinarama)       |
| Nora, Roser                                                                    | «Can't Get You Out of My Head» (Kylie Minogue) |
| Mara, Norma                                                                    | «Tu veneno» (Natalia Oreiro)                   |
| Davinia, Elisabeth                                                             | «Mujer contra mujer» (Mecano)                  |
| Elisabeth, Davinia, Norma                                                      | «True Blue» (Madonna)                          |
| Marta, Lis                                                                     | «Mujer latina» (Thalía)                        |
| Nora, Roser, Marta, Lis                                                        | «If You Could Read My Mind» (Stars on 54)      |

Actuaciones especiales:
| Cantante   | Canción            |
| ---------- | ------------------ |
| Mara y Nek | «Tan solo tú»      |
| Evelyn     | «Suerte»           |
| Nonstop *  | «Ao limite eu vou» |

(*) = Quinteto femenino resultante de la versión portuguesa de Popstars.
Expulsiones:
| Valoraciones                  |
| ----------------------------- |
| Carmen Miriam (36%) > Salvada |
| Beatriz (27%) > Salvada       |
| Montse (22%) > Expulsada      |
| Olga (15%) > Expulsada        |

## Gala 7
Celebrada el jueves 29 de agosto de 2002.
Canciones interpretadas en la gala:
| Concursante   | Canción (Artista original o versionado)                                                         |
| ------------- | ----------------------------------------------------------------------------------------------- |
| Carmen Miriam | «En el medio del camino» («Sister Golden Hair») (America)                                       |
| Lis           | «No sé si es amor» (Roxette)                                                                    |
| Davinia       | «Sola otra vez» (Celine Dion)                                                                   |
| Mara          | «No sé cómo amarle» («I Don't Know How to Love Him») (Yvonne Elliman en Jesus Christ Superstar) |
| Norma         | «Express Yourself» (Madonna)                                                                    |
| Elisabeth     | «Tal como soy» («Killing Me Softly with His Song») (Tino Casal)                                 |
| Marta         | «Si nos dejan» (Tamara)                                                                         |
| Beatriz       | «I Should Be So Lucky» (Kylie Minogue)                                                          |
| Roser         | «Hot Stuff» (Donna Summer)                                                                      |
| Nora          | «Perfect» (Fairground Attraction)                                                               |

Actuaciones especiales:
| Cantante | Canción          |
| -------- | ---------------- |
| Juanes   | «A Dios le pido» |

Cambio en el sistema de nominaciones. El jurado proponía en directo a las candidatas a abandonar el taller, que eran tres de la cual una era salvada por sus excompañeras.
Nominaciones:
| Nominadas       |
| --------------- |
| Nora (nominada) |
| Lis (nominada)  |
| Norma (salvada) |

## Gala 8
Celebrada el jueves 5 de septiembre de 2002.
Canciones interpretadas en la gala:
| Concursante                       | Canción (Artista original o versionado)                                                       |
| --------------------------------- | --------------------------------------------------------------------------------------------- |
| Lis (nominada en la pasada gala)  | «¿Cómo he de vivir sin tu cariño?» («How Am I Supposed to Live Without You») (Laura Branigan) |
| Nora (nominada en la pasada gala) | «Cómo hemos cambiado» (Presuntos Implicados)                                                  |
| Beatriz                           | «Y yo sigo aquí» (Paulina Rubio)                                                              |
| Carmen Miriam                     | «Vivir sin aire» (Maná)                                                                       |
| Roser                             | «Amor se paga con amor» (Jennifer Lopez)                                                      |
| Marta                             | «Oye» (Gloria Estefan)                                                                        |
| Mara                              | «Laura no está» (Nek)                                                                         |
| Norma                             | «Loca» (Luz Casal)                                                                            |
| Elisabeth                         | «Papa Don't Preach» (Madonna)                                                                 |
| Davinia                           | «Habla el corazón» (Roxette)                                                                  |

Expulsión y nominaciones:
| Valoraciones          |
| --------------------- |
| Nora (73%) > Salvada  |
| Lis (27%) > Expulsada |

| Nominadas          |
| ------------------ |
| Roser (nominada)   |
| Beatriz (nominada) |
| Nora (salvada)     |

## Gala 9
Celebrada el jueves 12 de septiembre de 2002.
Canciones interpretadas en la gala:
| Concursante                          | Canción (Artista original o versionado)       |
| ------------------------------------ | --------------------------------------------- |
| Roser (nominada en la pasada gala)   | «Da Ya Think I'm Sexy?» (Rod Stewart)         |
| Beatriz (nominada en la pasada gala) | «Ni tú ni nadie» (Alaska y Dinarama)          |
| Marta, Davinia, Nora, Norma          | «Arrasando» (Thalía)                          |
| Carmen Miriam, Elisabeth, Mara       | «She Works Hard for the Money» (Donna Summer) |
| Nora                                 | «Solo en ti» («Only You») (Yazoo)             |
| Norma                                | «She bangs» (Ricky Martin)                    |
| Mara                                 | «Si voy a perderte» (Gloria Estefan)          |
| Elisabeth                            | «Me cuesta tanto olvidarte» (Mecano)          |
| Davinia                              | «Without You» (Mariah Carey)                  |
| Carmen Miriam                        | «Enamorada» («Enamorado») (Chayanne)          |
| Marta                                | «Te dejé marchar» (Luz Casal)                 |

Expulsión y nominaciones:
| Valoraciones              |
| ------------------------- |
| Roser (66%) > Salvada     |
| Beatriz (34%) > Expulsada |

| Nominadas                |
| ------------------------ |
| Roser (nominada)         |
| Carmen Miriam (nominada) |
| Mara (salvada)           |

## Gala 10
Celebrada el jueves 19 de septiembre de 2002.
Canciones interpretadas en la gala:
| Concursante                                | Canción (Artista original o versionado)                            |
| ------------------------------------------ | ------------------------------------------------------------------ |
| Carmen Miriam (nominada en la pasada gala) | «Sombras» («Feelings») (Paloma San Basilio)                        |
| Roser (nominada en la pasada gala)         | «Copacabana» («Copacabana (At the Copa)») (Barry Manilow)          |
| Elisabeth                                  | «Baby, One More Time» (Britney Spears)                             |
| Davinia                                    | «Quiero más de ti» (Marta Sánchez)                                 |
| Norma                                      | «You Can Leave Your Hat On» (Joe Cocker)                           |
| Mara                                       | «Suave» (Luis Miguel)                                              |
| Marta                                      | «Verás» (Madonna)                                                  |
| Nora                                       | «Baby Can I Hold You» (Tracy Chapman)                              |
| Mara, Nora, Elisabeth                      | «I'm So Excited» (Pointer Sisters)                                 |
| Marta, Davinia, Norma                      | «Un paraíso» (canción adelanto de la posterior formación Bellepop) |

Actuaciones especiales:
| Concursante | Canción       |
| ----------- | ------------- |
| Olga        | «Tu frialdad» |

Expulsión y nominaciones:
| Valoraciones                    |
| ------------------------------- |
| Roser (52%) > Salvada           |
| Carmen Miriam (48%) > Expulsada |

| Nominadas        |
| ---------------- |
| Roser (nominada) |
| Nora (nominada)  |
| Mara (salvada)   |

## Gala 11 - Semifinal
Celebrada el jueves 26 de septiembre de 2002.
Canciones interpretadas en la gala:
| Concursante                        | Canción (Artista original o versionado)                              |
| ---------------------------------- | -------------------------------------------------------------------- |
| Nora (nominada en la pasada gala)  | «Estoy aquí» (Shakira)                                               |
| Roser (nominada en la pasada gala) | «Holiday» (Madonna)                                                  |
| Elisabeth                          | «Free» (Ultra Naté)                                                  |
| Davinia                            | «Otro día más sin verte» (Jon Secada)                                |
| Norma                              | «Fruta fresca» (Carlos Vives)                                        |
| Mara                               | «Volveré junto a ti» (Laura Pausini)                                 |
| Marta                              | «Qué ironía» (Jennifer Lopez)                                        |
| Mara, Norma, Elisabeth             | «Solo es amor» (canción adelanto de la posterior formación Bellepop) |
| Marta, Davinia                     | «Don't Go Breaking My Heart» (Elton John y Kiki Dee)                 |

Actuaciones especiales:
| Concursante | Canción                   |
| ----------- | ------------------------- |
| Montse      | «El fantasma de la ópera» |

Expulsión:
| Valoraciones            |
| ----------------------- |
| Nora (59%) > Salvada    |
| Roser (41%) > Expulsada |

En esta gala se hizo una repesca de una de las cuatro últimas expulsadas del concurso (Lis, Beatriz, Carmen Miriam y Roser). Las finalistas que aun permanecían en el programa decidieron repescar a Roser, pero ésta rechazó la plaza al cedérsela a Carmen Miriam, quien pasó así directamente a la final con las otras seis chicas.
| Repesca       |
| ------------- |
| Carmen Miriam |

## Popstars: Camino a la final
«Popstars: Camino a la final» era una gala emitida el viernes 27 de septiembre a las 00:45 horas, seis días antes de tener lugar la gran final del concurso. En ella, las seis finalistas, además de la recién eliminada Roser y las tres últimas expulsadas Lis, Beatriz y Carmen Miriam, interpretaron aquellos temas con los que más a gusto se habían sentido sobre el escenario, según el criterio del jurado.
| Intérprete    | Canción (Artista original o versionado)                         | Primera interpretación |
| ------------- | --------------------------------------------------------------- | ---------------------- |
| Mara          | «Yo no te pido la luna» (Fiordaliso)                            | Gala 1                 |
| Norma         | «Loca» (Luz Casal)                                              | Gala 8                 |
| Davinia       | «Derroche» (Ana Belén)                                          | Gala 4                 |
| Marta         | «Si nos dejan» (Tamara)                                         | Gala 7                 |
| Elisabeth     | «Tal como soy» («Killing Me Softly with His Song») (Tino Casal) | Gala 7                 |
| Roser         | «Hot Stuff» (Donna Summer)                                      | Gala 7                 |
| Nora          | «Perfect» (Fairground Attraction)                               | Gala 7                 |
| Lis           | «Ven conmigo» (Christina Aguilera)                              | Gala 4                 |
| Beatriz       | «Get the Party Started» (Pink)                                  | Gala 5                 |
| Carmen Miriam | «Fiebre» («Fever») (Peggy Lee)                                  | Gala 5                 |

## Gala 12 - Final
Celebrada el jueves 3 de octubre de 2002.
Canciones interpretadas en la gala:
| Concursante                                                 | Canción (Artista original o versionado)                                 |
| ----------------------------------------------------------- | ----------------------------------------------------------------------- |
| Carmen Miriam                                               | «Lo haré por ti» (Paulina Rubio)                                        |
| Nora                                                        | «Thank You» (Dido)                                                      |
| Norma                                                       | «Vamos a bailar» (Paola & Chiara)                                       |
| Davinia                                                     | «París» (La Oreja de Van Gogh)                                          |
| Mara                                                        | «Mi medicina» (Carlos Baute)                                            |
| Marta                                                       | «La última noche» (Diego Torres)                                        |
| Elisabeth                                                   | «Everlasting Love» (Gloria Estefan)                                     |
| Marta, Davinia, Carmen Miriam                               | «Fame» (Irene Cara en Fame)                                             |
| Norma, Elisabeth                                            | «Ain't No Mountain High Enough» (Marvin Gaye & Tammi Terrell)           |
| Nora, Mara                                                  | «Amores de barra» (Ella Baila Sola)                                     |
| Norma, Elisabeth, Nora, Mara, Marta, Davinia, Carmen Miriam | «Chicas al poder» (canción adelanto de la posterior formación Bellepop) |

Resultados finales:
| Valoración             | Resultado |
| ---------------------- | --------- |
| Carmen Miriam (40,06%) | Ganadora  |
| Elisabeth (13,32%)     | Ganadora  |
| Norma (10,45%)         | Ganadora  |
| Marta (10,44%)         | Ganadora  |
| Davinia (9,22%)        | Ganadora  |
| Mara (8,55%)           | Finalista |
| Nora (7,96%)           | Finalista |

## Impacto
Algunas de las galas de Popstars: Todo por un sueño no habían alcanzado el 20% de cuota de pantalla para Telecinco. Para los estándares de 2002, esto se consideró como un bajo porcentaje de audiencia en pleno horario estelar, y como resultado, no se renovó una siguiente temporada para el concurso, ni este llegó a adquirir el interés de otra cadena televisiva.
| Gala | Emisión                  | Día / hora              | Cuota | Espectadores |
| ---- | ------------------------ | ----------------------- | ----- | ------------ |
| 0    | 10 de julio de 2002      | Miércoles / 10:00 p. m. | 26,4% | 3.031.000    |
| 1    | 18 de julio de 2002      | Jueves / 10:00 p. m.    | 18,8% | 2.071.000    |
| 2    | 25 de julio de 2002      | Jueves / 10:00 p. m.    | 18,1% | 1.902.000    |
| 3    | 1 de agosto de 2002      | Jueves / 10:00 p. m.    | 18,8% | 2.032.000    |
| 4    | 8 de agosto de 2002      | Jueves / 10:00 p. m.    | 19,2% | 1.950.000    |
| 5    | 15 de agosto de 2002     | Jueves / 10:00 p. m.    | 19,0% | 1.705.000    |
| 6    | 22 de agosto de 2002     | Jueves / 10:00 p. m.    | 20,7% | 2.070.000    |
| 7    | 29 de agosto de 2002     | Jueves / 10:00 p. m.    | 21,0% | 2.289.000    |
| 8    | 5 de septiembre de 2002  | Jueves / 10:00 p. m.    | 20,3% | 2.563.000    |
| 9    | 12 de septiembre de 2002 | Jueves / 10:00 p. m.    | 20,2% | 2.541.000    |
| 10   | 19 de septiembre de 2002 | Jueves / 10:00 p. m.    | 19,0% | 2.500.000    |
| 11   | 26 de septiembre de 2002 | Jueves / 10:00 p. m.    | 17,9% | 2.324.000    |
| 12   | 3 de octubre de 2002     | Jueves / 10:00 p. m.    | 21,9% | 2.923.000    |
|      |                          |                         | 20,1% | 2.300.077    |

## Gala presentación de Bellepop
Gala de presentación oficial de Bellepop retransmitida por Telecinco el sábado 19 de octubre a las 22:00 horas. Repasaba los mejores momentos de los pasos dados por sus cinco integrantes a lo largo del concurso, además de dar a conocer su proyecto discográfico. En la gala participaron los artistas nacionales e internacionales Amaral, Álex Ubago, Tom Jones y Carlos Baute, que presentaban sus propios últimos trabajos realizados.
Apertura:
| Intérprete                                                  | Canción             |
| ----------------------------------------------------------- | ------------------- |
| Bellepop (Carmen Miriam, Norma, Elisabeth, Davinia y Marta) | «Todo por un sueño» |

Presentación discográfica:
| Intérprete | Canción                   |
| ---------- | ------------------------- |
| Bellepop   | «Chicas al poder»         |
| Bellepop   | «Mi amor es para siempre» |
| Bellepop   | «Un paraíso»              |
| Bellepop   | «Sólo es amor»            |

Actuación final:
| Intérprete                                                        | Canción                              |
| ----------------------------------------------------------------- | ------------------------------------ |
| Michele McCain                                                    | «It's Raining Men»                   |
| Bellepop                                                          | «Mi amor es para siempre» (a capela) |
| Bellepop, sus profesores de música y los tres miembros del jurado | «Todo por un sueño»                  |

## Carrera de Bellepop
Bellepop tenía un contrato con Warner Music Spain por el que podían lanzar dos álbumes al mercado. En noviembre de 2002 publicaron el primero de ellos bajo el título Chicas al poder, que vendió unas 65.000 copias siendo disco de oro. Este álbum contenía los sencillos «La vida que va» y «Si pides más», pero no incluía una canción con la que el grupo había empezado la promoción y que era «Chicas al poder», por problemas de derechos de publicación. En mayo de 2003 se reeditó el álbum en una edición especial, que apenas supuso otras 20.000 copias vendidas. Esta edición incluía las canciones del anterior disco más, esta vez sí, la canción «Chicas al poder», además de algunas remezclas de «Si pides más» y un DVD con videoclips y reportajes de ellas como grupo. A inicios de los preparativos de su siguiente álbum, las integrantes no estaban de mutuo acuerdo en grabar las canciones que Warner les estaba imponiendo. Tras varias negociaciones llegaron al acuerdo donde la discográfica les concedía la libertad. Después de varios meses componiendo y comprobando las trabas que constantemente el grupo estaba atravesando, Elisabeth decidió dejar la formación, por lo que la banda quedó formada en 2004 por cuatro de sus componentes, que llegaron a grabar una maqueta con diferentes canciones. Estos temas fueron filtrados meses después de que la formación se hallase disuelta a finales de mayo de 2004.
Bellepop se volvió a reunir en 2020 al lanzar la canción de empoderamiento «We Represent», distribuido por Sony Music. Las integrantes eran las ganadoras del concurso menos Norma Álvarez, y contaron para la canción con la colaboración de Roser y Mara Barros.

## Carrera de algunas de las concursantes no ganadoras
- Mara Barros

Tamara Barros nació en Huelva el 27 de septiembre de 1980. Tras acabar el programa editó su álbum Dímelo tú (2003), pero tras vender 30.000 discos, éste no cumplió las expectativas esperadas por Waner Music Spain, que decidió no renovarle el contrato para un segundo CD. Tras eso, comenzó a conceder conciertos por varias ciudades españolas y en diversos locales del circuito madrileño. En 2005 formó parte del elenco del musical Hoy no me puedo levantar hasta 2007, en que comenzó a protagonizar el musical Enamorados anónimos hasta 2009. Ese mismo año fue escogida por el cantautor español Joaquín Sabina para que hiciera los coros en su gira de promoción del álbum Vinagre y rosas (2009-2011), en la que, además de hacerle los coros, cantó a dúo con él varios temas, aparte de hacer su propia versión de la copla «Y sin embargo te quiero», que tuvo una gran repercusión entre el público del cantautor, sobre todo en Latinoamérica. Eso le sirvió a la artista para acompañar en los coros al cantautor en su CD La orquesta del Titanic (2012), que hizo que lo acompañase en su posterior gira de 2012-2014, y en donde apareció consecuentemente en los coros de su disco en directo En el Luna Park (2012), en el que también colaboraba Joan Manuel Serrat. En 2015 participó en la gira y disco en directo 500 noches para una crisis. En 2016 volvió a los estudios con el apoyo del cantautor para grabar un álbum titulado Por motivos personales, publicado en 2017 bajo su propio nombre de Mara Barros, proyecto que compagina con seguir acompañando a Joaquín Sabina. En 2020 participa junto a Roser en el tema «We Represent», canción que supone el regreso del grupo Bellepop.
- Roser

Roser Murillo Ribera nació en Canet de Mar el 9 de mayo de 1979. Tras su paso por el programa publicó en 2003 el álbum Desperté, que consiguió un éxito inesperado al superar las 80.000 copias vendidas. Warner Music le renovó entonces el contrato para otros dos nuevos discos más. En 2004 editó el CD Fuego, que llegó a superar las 60.000 copias vendidas. Se hizo una ligera promoción por América Latina en 2005. En 2006 publicó Raffaella, un CD de versiones de la artista italiana Raffaella Carrà que supuestamente le impuso Warner que grabase. Este álbum tuvo pobres resultados con 35.000 discos vendidos, lo que llevó a que no se renovase el contrato con Waner Music Spain. Después de dos años sin casa discográfica, creó su propio sello The Rojo Music, con el que editó en 2009 el sencillo «La bestia»; y en 2010 el álbum Clandestino, con más de 20.000 copias vendidas, y el dueto «Solo en ti» con Flavio Rodríguez. Regresó musicalmente en 2016 con su sencillo «Héroe», del que se vendió más de 5.000 copias. Además de su profesión como cantante, ha tenido paralelamente una carrera como colaboradora y presentadora de televisión: en 2008 acudió como concursante VIP al espacio Al pie de la letra (Antena 3); en 2009 se la vio también como concursante en Password (Cuatro); y en 2013 concursó en La partida, de la catalana TV3. En 2005 presentó Sexe Savi en City Tv, y en 2006 Cantamania en TV3. Como colaboradora se la ha podido ver en TNT (Telecinco, 2005-2006), El sexómetro (Cuatro, 2008) y Trencadís (8tv, 2015-2016). Además ha sido jurado en los espacios Uno de los nuestros (TVE) en 2013 y en Encantats (8tv) en 2015. En 2020 participa junto con Mara Barros en el tema «We Represent», canción que supone el regreso del grupo Bellepop.
- Beatriz

Beatriz Viosques Zorita nació en Madrid el 15 de enero de 1978. Tras su paso por el reality, se editó un disco con lo mejor de Beatriz en Popstars. En 2003 se integró en Null System, grupo en el género del metal pop con el que intentó representar a España en Eurovisión 2008, pero que fueron descalificados por no haberse ajustado a las normas del concurso. Participó con la banda en su CD Ready 2 Burn (2007) y en diversos sencillos. Se desvinculó de ellos en 2010. Durante 2011 y 2012 formó parte del espectáculo The World of Abba y durante 2013 estuvo de gira con el espectáculo Moonwalker the Show. En 2014 creó el grupo de metal pop Morgana, y en 2018 apareció con la nueva banda Eternal Psycho.
- Lis

Guadalupe de la Caridad Teuntor Domínguez, Lis, nació en La Habana el 9 de septiembre de 1972. Estudió dirección coral en el Instituto Superior de Arte de Cuba y formó parte de la Escuela Nacional de Baile de Cuba, con la que visitó España en 1995 para actuar en la denominada Romería Internacional. Desde entonces decidió afincarse en España. Cantó durante dos años en el coro de la Orquesta Sinfónica de Galicia, y en 2000 apareció de forma muy breve en la película Sé quién eres, de Patricia Ferreira. Tras participar en Popstars formó parte de una pequeña orquesta, y durante 2005-2007 participó en la serie Libro de familia de Televisión de Galicia. En 2008 apareció un álbum suyo titulado Déjame quererte. Desde 2009 empezó a dirigir en La Coruña la Coral de la Sagrada Familia. Pasaría a dirigir igualmente el orfeón de la Casa del Mar y, a partir de 2012, la coral Aires Novos de Pravio. La cantante y directora proyectaba poder publicar un disco de estudio que contuviera canciones tradicionales gallegas.
- Olga

Olga Portillo Romero nació en Sevilla en 1980. Tras el concurso se editó bajo la discográfica Warner un CD con lo mejor de Olga en Popstars. Ese mismo 2002 entró a formar parte del grupo Calaítos como vocalista sustituyendo a Pilar Valero, con los que editó el CD Hay otra persona (2003) al que le siguió su posterior gira. A finales de 2003 se anunció la disolución definitiva del grupo, que se hizo efectiva al terminar su gira en 2004. A partir del año 2003 participó también en diferentes musicales: Dirty Dancing, el concierto-tour Grease, Jesucristo, pasión gitana, Hoy no me puedo levantar, ... Decidió cambiarse el nombre artístico al anteponer el apellido de su madre al de Portillo, pasándose a llamar Olga Romero. Con ese nombre concedió diversos conciertos en salas y realizó varias colaboraciones con artistas independientes. En 2007 se enroló junto a unos compañeros con un montaje propio en un espectáculo itinerante llamado Konfussión. Mientras, seguía actuando en salas de coplas y tablaos flamencos. En 2013 se presentó a la segunda temporada del concurso La voz (Telecinco), sin que fuera seleccionada en las audiencias ciegas. Durante 2013 y 2015 fue jurado del concurso de coplas A tu vera, del canal de televisión autonómico manchego, en el que volvió a colaborar en 2016 como entrenadora (coach).
- Evelyn

Evelyn Ayala nació en Santiago de Chile el 28 de mayo de 1976. Pasó a residir con su familia en Zaragoza desde los 13 años. Tras el concurso se editó bajo la discográfica Warner un CD con lo mejor de Evelyn en Popstars. Después de dar varios conciertos por la geografía española, regresó en 2003 a tierras aragonesas, en donde siguió dando conciertos además de en Cataluña, La Rioja y Navarra. En 2004 comenzó a colaborar como presentadora en Antena Aragón mientras seguía actuando en salas de fiestas. En 2005 consiguió ganar con su tema «Que será» el primer premio a la mejor canción folk en la 25.ª edición del Festival de la Canción Latinoamericana de California, celebrado en la ciudad estadounidense de San Francisco. La canción sería lanzada un año después en una versión acústica a través del recopilatorio 50° 2006, de Filmax Music. En 2008 editó el tema «La maravilla» para el CD Caribe Mix 2008, de Konga Music. En 2011 creó el grupo Team D'Luxe que realizaba versiones de temas latinos así como canciones propias bajo el sello Blanco y Negro Music. Sus temas más conocidos llegaron a ser «Bonita baila», de 2012; y «Déjate llevar» y «El ritmo de tu corazón», de 2016. La cantante compaginaba el grupo con la dirección de un gimnasio integral, en donde era además monitora de la actividad zumba.
- Noemí

Noemí Gallego Valverde nació en Mérida en 1982. Tras ser eliminada del concurso, hizo varias actuaciones en salas de Madrid y Extremadura. Desde 2003 ha realizado los coros a diversas artistas españolas como Natalia, Roser, Verónica Romero, Lorena Gómez, Edurne o Soraya Arnelas, a la que acompañó al Festival de Eurovisión 2009. Desde entonces formó parte de una pequeña orquesta extremeña, además de capitanear al grupo femenino L'Femme, con el que intentó representar a España en Eurovisión 2010 con su tema «Es el camino». En 2015 fue seleccionada para actuar junto a Víctor Ullate Roche en la obra Hércules, en la que actuó hasta 2016. Ese mismo año puso en funcionamiento el proyecto musical benéfico El viaje de Hércules, donde interpretaba dos temas, uno de ellos «Sin oxígeno» junto a varios artistas. Participó, además, en el proyecto documental de su grabación.
- Tenesoya

Tenesoya Sotelo Velón nació en Guecho el 7 de mayo de 1983. Antes de participar en Popstars había concursado en La primera noche, del canal vasco ETB2. Tras su paso por el reality musical, la discográfica Warner editó un CD con lo mejor de Tenesoya en Popstars. En 2002 realizó una gira por toda la geografía española. En 2003 se volvió a su tierra natal, el País Vasco, donde actuó en diversas salas del circuito vasco y navarro, mientras se siguió formando musicalmente. En 2006 volvió a trasladar su residencia a Madrid, donde protagonizó durante dos años el musical Callejón de los gatos. En 2008 llegó a un acuerdo con la discográfica Vale Music y editó el tema «Me haces falta» bajo el nombre artístico de Claudia Verón, junto con el artista Mario Mendes. Con ese nombre intentó representar en 2009 a España en Eurovisión. Tras eso y durante varios años mantuvo dicho nombre artístico actuando en salas del circuito madrileño y haciendo coros para diversos artistas en sus discos. Mientras, siguió formándose profesionalmente. A comienzos de 2012 recuperó su nombre artístico de Tenesoya al editar su tema «Make Me Feel» (feat. Rubén Armada). Ese mismo año y para los dos siguientes, consiguió una residencia en la sala 40 Café donde actuaba dos veces al mes. En 2014 editó el tema «Tonight» como artista invitada del dj Daniel M. Durante 2014 y hasta 2016 actuó dentro del espectáculo Noche de damas, y en el verano de 2016 editó su tema «Báilalo (If You Want)» (feat. Miguel Sáez & Mario Mendes).
- Nalaya

Natalia Rodríguez, Nalaya, nació en Santa Cruz de Tenerife el 19 de noviembre de 1983. Antes de entrar al concurso había estudiado canto con el famoso compositor español Juan Carlos Calderón. Tras su paso por el programa, entró a formar parte en 2003 de la banda de deep house Wagon Cookin', donde se mantuvo hasta 2006 actuando en diversas salas y festivales de España. En 2007 fue contratada por la discoteca Amnesia Ibiza para ser una de sus vocalistas en directo y comenzó a hacer los World Tours de los promotores Matinée Group. Dos años después se convirtió en la vocalista principal de la fiesta Supermartxé en la discoteca Privilege de Ibiza, donde actuaba cada viernes ante 10 000 personas. Para 2011, Nalaya había recorrido más de setenta ciudades a lo largo del mundo con sus espectáculos. En 2010 participó en Mecandance, un proyecto con influencias electrónicas de Nacho Cano. En 2011 fue telonera de la estrella internacional Lady Gaga en el Europride de Roma. Durante la Madrid Fashion Week de 2015 fue la encargada de poner la banda sonora a los desfiles. Ese mismo año participó también en la tercera edición del concurso La voz, de Telecinco. Además de estos eventos, apareció en varios sencillos con diversos dj: «Wepa» (2008); «Love at Loft», «Over You» y «Don't Stop 'Til You Get Enough» (2010); «Feel Alive» y «Cuba» (2011); «Let You Go» (2012); «Leave Me Alone» y «Waterfall» (2013); «Arena» y «Call 2 Me» (2014); y «Love Me like a Diva» (2016), entre otras intervenciones. Fue nominada en 2009 como mejor AP en los Ron Barceló DeejayMags. En 2011 se convirtió en la primera artista de música electrónica en participar en el festival de Rock in Rio. De Brasil recibió en 2014 el premio como mejor vocalista internacional en el género EDM, y en España se le entregó el galardón como mejor vocalista de 2015 por parte de Vicious Magazine.
- Emma Rosa

Emma Rosa Posada García no llegó a estar entre las veinte seleccionadas para entrar en el Taller de Música, por lo que solo participó en la primera gala, de donde diez chicas fueron eliminadas. Tras acabar el concurso pasó por diversos pequeños grupos musicales, mientras se acababa de formar como técnico audiovisual y periodista. En 2006 comenzó a trabajar para la televisión local de la ciudad de León como reportera de informativos y diversos programas. Tras la creación de Radio Televisión de Castilla y León, pasó a trabajar en su segundo canal La 8 de León, que cubría toda la provincia de León y en donde presentaba entre 2009 y 2015 el programa León es así de martes a jueves, además de reportajes y programas especiales de fiesta, Navidad, etc. Desde 2015 presentaba 8 Magazine de León de lunes a viernes, y desde 2013 intervino de forma eventual en CyLTv, el primer canal autonómico de RTVCyL, como reportera.